# Lenna
Lenna là một đô thị ở tỉnh Bergamo trong vùng Lombardia của nước Ý, có vị trí cách khoảng 70 km về phía đông bắc của Milano và khoảng 30 km về phía bắc của Bergamo. Tại thời điểm ngày 31 tháng 12 năm 2004, đô thị này có dân số 676 người và diện tích là 12,9 km².
Đô thị Lenna có các frazione (đơn vị cấp dưới) Scalvino.
Lenna giáp các đô thị: Camerata Cornello, Dossena, Moio de' Calvi, Piazza Brembana, Roncobello, San Giovanni Bianco, Valnegra.